# Chiesa di San Francesco (Pavia)
La chiesa di San Francesco Grande è un edificio religioso cattolico di Pavia, in Lombardia.

## Storia
Secondo la tradizione, la prima comunità francescana si insediò in città per espressa volontà di San Francesco d'Assisi due anni prima della sua morte. Tralasciando la tradizione, di cui non abbiamo prove documentarie, non sappiamo esattamente quando la chiesa fu fondata, anche se, analogamente a quanto avvenne a Milano, probabilmente, la prima comunità francescana s’insediò in città intorno alla fine del secondo decennio del Duecento. Inizialmente i frati si stabilirono presso una chiesa dedicata alla Madonna, situata fuori le mura della città, dove ancora sono segnalati in un documento del 1234, e nel 1267 prese avvio il cantiere della chiesa all'interno delle mura di Pavia, l’attuale chiesa di San Francesco Grande. La costruzione del nuovo edificio procedette assai lentamente, dato che, nonostante le numerose donazioni, la chiesa, e il vicino convento, potevano dirsi quasi ultimati nel 1298, quando i francescani abbandonarono definitivamente il complesso suburbano che fu da essi ceduto ai carmelitani. Ulteriori interventi nell’apparato architettonico, come la facciata, e decorativo si ebbero nei primi decenni del Trecento, si ha poi notizia di una cappella (attualmente dedicata a sant'Agnese) realizzata nel 1307, mentre altre cappelle furono aggiunte a partire dal 1339. Dopo la presa di Pavia del 1359, Galeazzo II trasferì la propria corte da Milano a Pavia e la chiesa fu scelta dal signore, e poi dal figlio Gian Galeazzo, per ospitare le sepolture di membri della casata o di personaggi di spicco; furono infatti qui sepolti Isabella di Valois (prima moglie di Gian Galeazzo), Carlo e Azzone (figli di Gian Galeazzo e Isabella), il marchese Manfredo V di Saluzzo, Baldo degli Ubaldi e, più tardi, Facino Cane.
Inoltre la chiesa ricevette donazioni da parte di personaggi di spicco della corte viscontea, come nel 1388, quando Ottone Mandelli lasciò ai francescani tre busti gotici in rame sbalzato e dorato (tuttora conservati nella chiesa) contenenti le reliquie di sant'Apollonio, San Vittore e Santa Corona, prese dal Mandelli nella rocca di Canossa nel 1381.

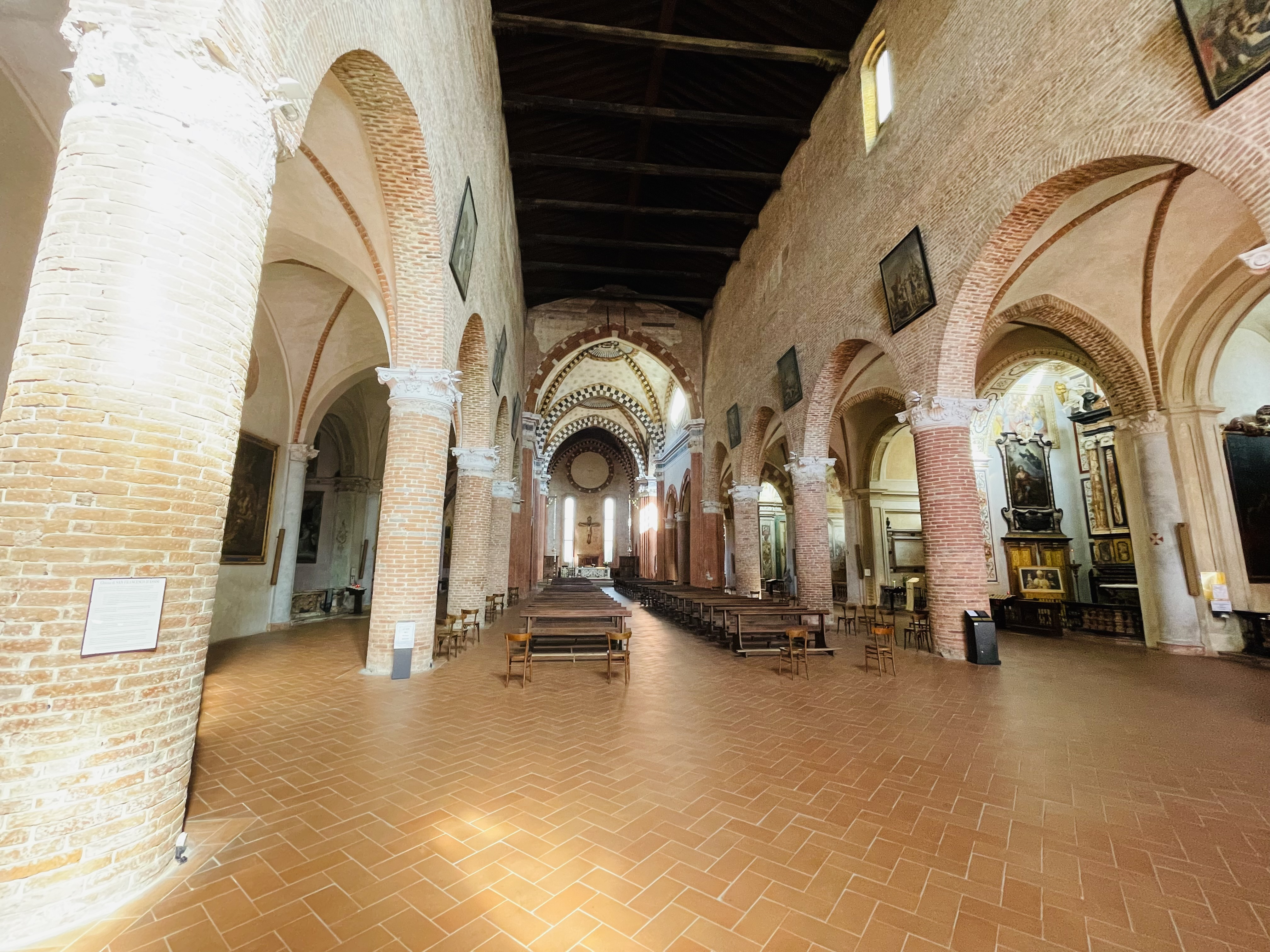
La navata principale

Nel 1739 la chiesa subì pesanti rimaneggiamenti (l'interno dell'edificio venne intonacato e ricoperto di stucchi barocchi) che ne alterarono l’aspetto originario, in parte recuperato grazie ai restauri intrapresi tra la fine dell’Ottocento e la metà del Novecento. Accanto alla chiesa sorgeva il convento dei frati minori conventuali che conteneva tre ampi chiostri, demoliti nel 1708, per la realizzazione del nuovo complesso conventuale. Il convento fu soppresso nel 1781 da Giuseppe II, che vi installò in Collegio Germanico-Ungarico, trasformato più tardi in caserma, ora sede del Collegio Cairoli, mentre la chiesa, dal 1805, divenne parrocchia e affidata al clero secolare. Nel 1845 il clero della parrocchia era formato da un sacerdote e quattro coadiutori, saliti a sei nel 1877, mentre la sua popolazione contava 5.457 anime nel 1807, aumentate a 5.800 nel 1822. Dalla visita pastorale effettuata dal vescovo Agostino Gaetano Riboldi nel 1898 siamo informati che presso la parrocchia erano operative la pia unione della Sacra Famiglia, la compagnia di San Luigi Gonzaga, la congregazione del Terz'Ordine di San Francesco d'Assisi.

## Descrizione

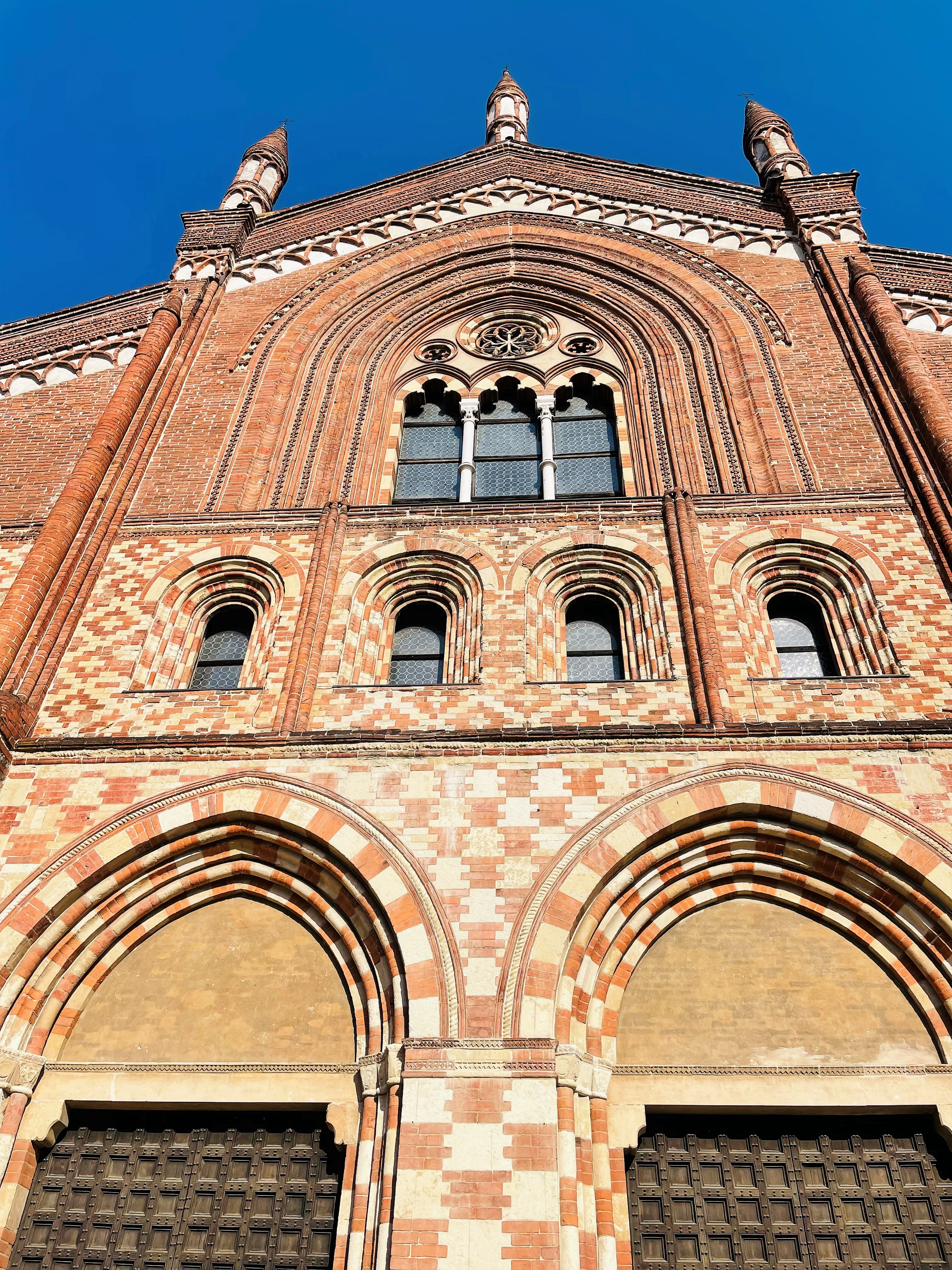
La facciata

La chiesa presenta una pianta a croce latina, formata da due corpi costruttivi: il primo, orientale, a croce greca (al quale fu aggiunta, nel XVIII secolo, la cappella dell'Immacolata, opera di Giovanni Ruggeri) e il secondo corpo inserito nella croce greca, che si prolunga a formare il braccio lungo della chiesa, così da formare una croce latina, che si conclude con la facciata. Tale planimetria ricalca lo schema dell'architettura cistercense dell'Italia settentrionale del XII secolo, che prevede un transetto sporgente sul quale si aprono due cappelle e l'abside, tutte a terminazione rettilinea. La lunghezza dell'edificio è di 68 metri. La struttura della chiesa è a tre navate. All'interno si distingue una parte anteriore caratterizzata da una copertura a capriate su archi a tutto sesto (che sono in tutto 14) e una parte posteriore con copertura a volte costolonate bianche e rosse su archi a sesto acuto. La volte, come in altri edifici coevi degli ordini mendicanti, segna la suddivisione liturgica fra lo spazio riservato ai religiosi (la parte orientale voltata) e quello riservato ai laici. In origine i due ambienti erano divisi anche da un tramezzo murario, i cui resti furono rinvenuti durante un saggio nel 1983. Lo spazio dei laici diveniva così una grande aula, ariosa e destinata alla funzione predicatoria, trasformando le navatelle in comodi corridoi di disimpegno. Il corpo longitudinale della chiesa è suddiviso in tre navate, la duplice serie di sostegni cilindrici in cotto è omogenea fino al quarto a partire da ovest; ma il successivo si presenta come sostegno forte, articolato a sezione cruciforme per la presenza di quattro semicolonne, di cui quelle verso la navata si alzano a sorreggere un alto arco traverso di confine con la zona orientale a croce greca, Il braccio occidentale di quella croce greca si presenta dunque come campata quadrata, con volta a crociera appena rialzata, che se per un verso si interseca e interferisce col corpo longitudinale , per un altro verso si relaziona con coppie di campatelle laterali secondo le cadenze e le modalità proprie del sistema alternato, creando una sorta di doppio incastro di grande suggestione e raffinatezza. I pilastri cilindrici, in base alla proporzione tra diametro e altezza e in relazione alla luce dell’arco, appaiono snelli ma non particolarmente esili, e possiamo ipotizzare che il punto d’imposta dell’arco fosse segnato da capitelli cilindrici in pietra, piuttosto bassi e lineari, distrutti durante gli interventi settecenteschi. Le prime cappelle laterali furono realizzate a partire dal 1307, quando fu creata quella di Sant'Agnese, seguita da altre nel 1339 e nel 1347. Il campanile, posto a lato dell'abside e decorato con fasce di archetti in cotto, venne edificato nella seconda metà del XIII secolo.

### Facciata
La facciata, costruita probabilmente tra la fine del Duecento e l'inizio del Trecento in stile gotico, è caratterizzata da un effetto decorativo costruito sul contrasto tra il rosso del laterizio e il bianco dell'arenaria. Presenta, caso insolito in Italia, un doppio portale, secondo lo stile francese (generalmente diffuso in Italia settentrionale solo nelle porte urbiche, come porta Nuova a Milano), le cui aperture sono circondate da una decorazione bicroma a riquadri. La parte intermedia è interamente in laterizi ed ospita un'ampia trifora. La parte superiore degli spioventi è limitata da una decorazione di archetti intrecciati in laterizio su sfondo chiaro.
Al di sopra del portale gemino si aprono quattro monofore, mentre nella parte alta del settore centrale della facciata si trova una trifora, sotto arco di raccolta a sesto acuto. Poco sopra le monofore il paramento murario cambia una seconda volta, abbandonando la regolare partitura bicroma a rombi con croci inscritte e l’alternanza cromatica, a quadri, della porzione di facciata che ospita il portale gemino, per correre regolarissima in rosso laterizio solo vivacizzato dall’intonacatura bianca che fa da sfondo agli archetti pensili e dal candore del marmo della ampia trifora centrale sotto arcata. La scenografia della facciata raggiunge il suo vertice nel completamento della cortina muraria: con ripresa della cornice ad archetti intrecciati in perfetta unità con l’intero edificio, con l’esaltazione, per moltiplicazione, del profilo a file di rombi, con la slanciata elevazione di cinque pinnacoli portacroce cilindrici, a due finti ordini di gallerie sovrapposte e con terminazione conica a semplici corsi di mattoni.

### Interno

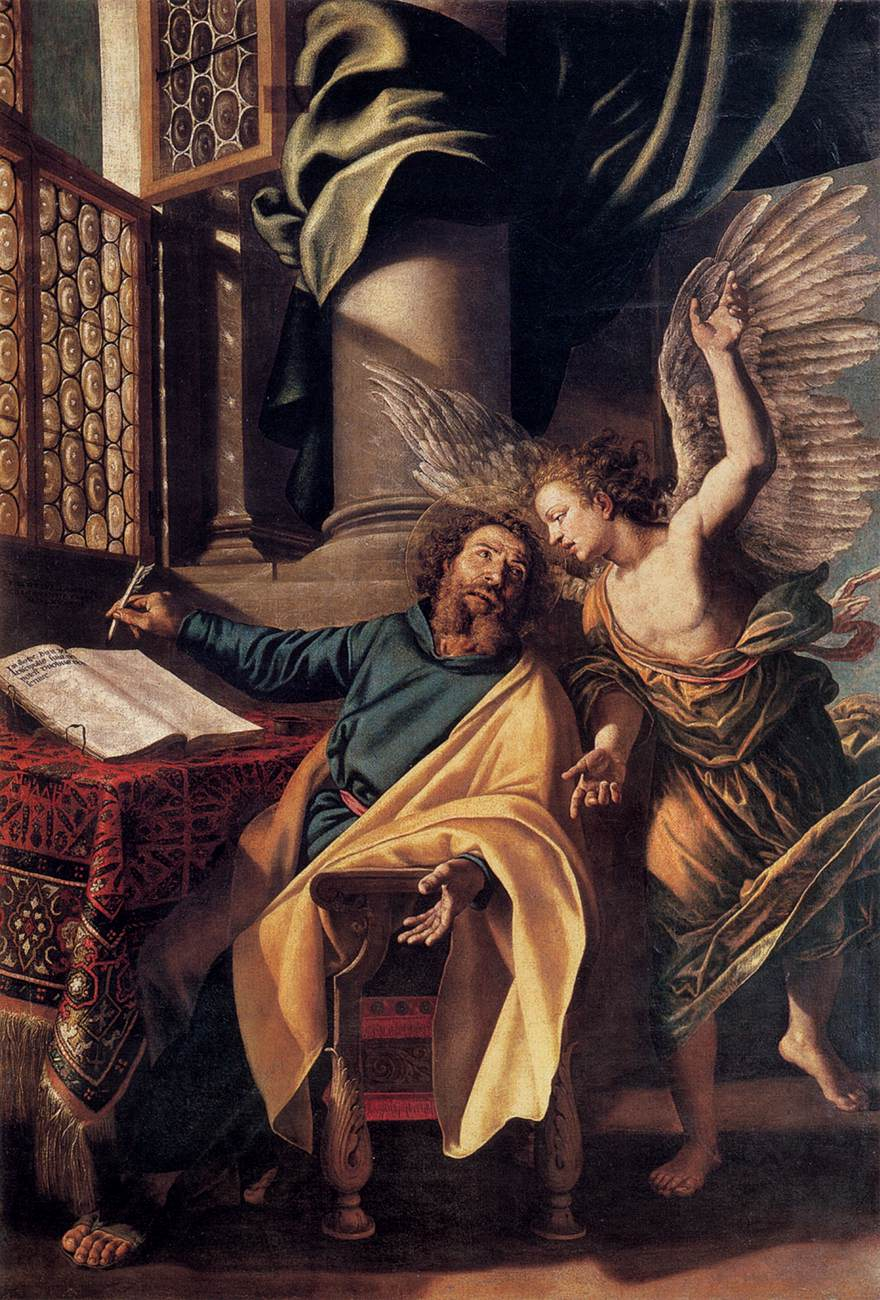
Vincenzo Campi, Pala con San Matteo evangelista, 1588

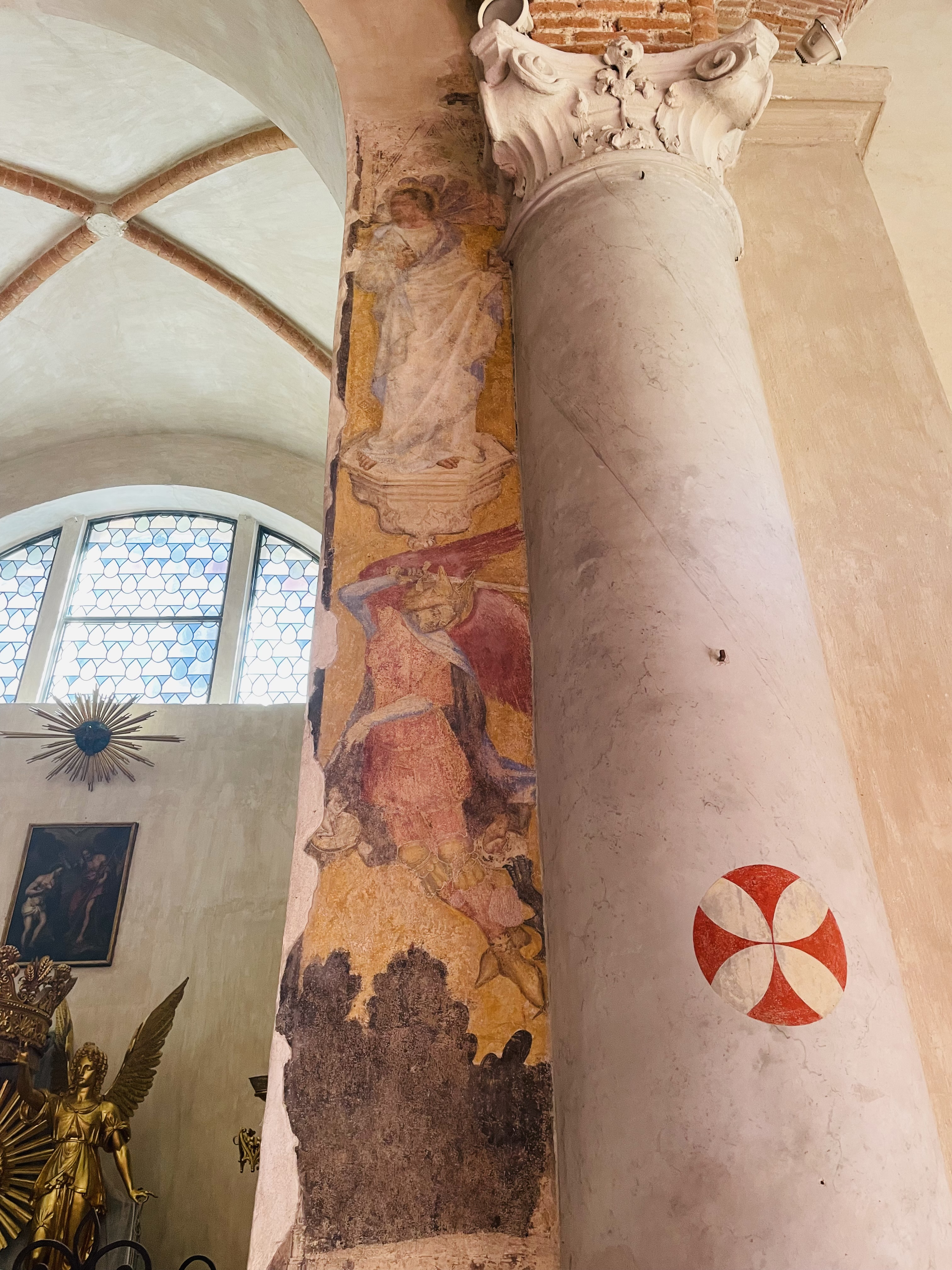
Prima cappella, lato destro, affreschi di Giovannino de' Grassi

L’edificio presenta due tipi di coperture diverse: la parte occidentale, aperta ai fedeli, presenta un tetto ligneo nella navata centrale (mentre le navate laterali sono dotate di volte a crociera costolate), ma del tutto diversa è la copertura dello spazio, un tempo, riservato ai frati, coperto da volte a crociera, dotate di costoloni e chiavi di volta scolpite.
Le cappelle laterali furono aggiunte tra il XIV e il XV secolo e ospitano numerose opere d'arte. A partire da destra si trovano: 
I cappella: fatta costruire tra il 1392 e il 1398 da Giorgio Rossi, fu affrescata da Giovannino de' Grassi, tracce di tali pitture si trovano nella crociera della navata (Simbolo dell'evangelista Giovanni e stemmi di Giovanni Rossi) e nel prospetto della cappella (San Michele Arcangelo, San Bartolomeo, Sant'Andrea).
II cappella: La cappella venne consacrata nel 1392 da un membri della famiglia Rossi e conserva una pala con San Giorgio a cavallo opera di Bernardino Ciceri.
III cappella: conserva una tela di Pietro Antonio Magatti raffigurante L'apparizione di San Francesco da Paola e una tela del tardo XVI secolo con il Martirio di Santo Stefano. Le due tele e i ricchi altari in marmo barocchi provengono dalla soppressa chiesa di San Francesco da Paola e furono realizzati nel 1727 quando i pavesi elessero San Francesco da Paola tra i Santi Patroni della città.
IV cappella: originariamente dedicata a San Nicola da Bari, fu invece fatta intitolare a San Matteo da Matteo Beccaria, che fu sepolto in essa e che commissionò la Pala con San Matteo evangelista di Vincenzo Campi (realizzata nel 1588) posta sull'altare. La luce e il realismo dell'opera del Campi sono stati interpretati dalla critica come importanti precedenti per la futura pittura di Caravaggio.
V cappella: dedicata a Sant'Agnese e a Santa Caterina d'Alessandria conserva un tela con il Martirio di San Caterina d'Alessandria di Camillo Procaccini e una con il Martirio di San Bartolomeo, opera di Giovanni Battista Tassinari del 1613.

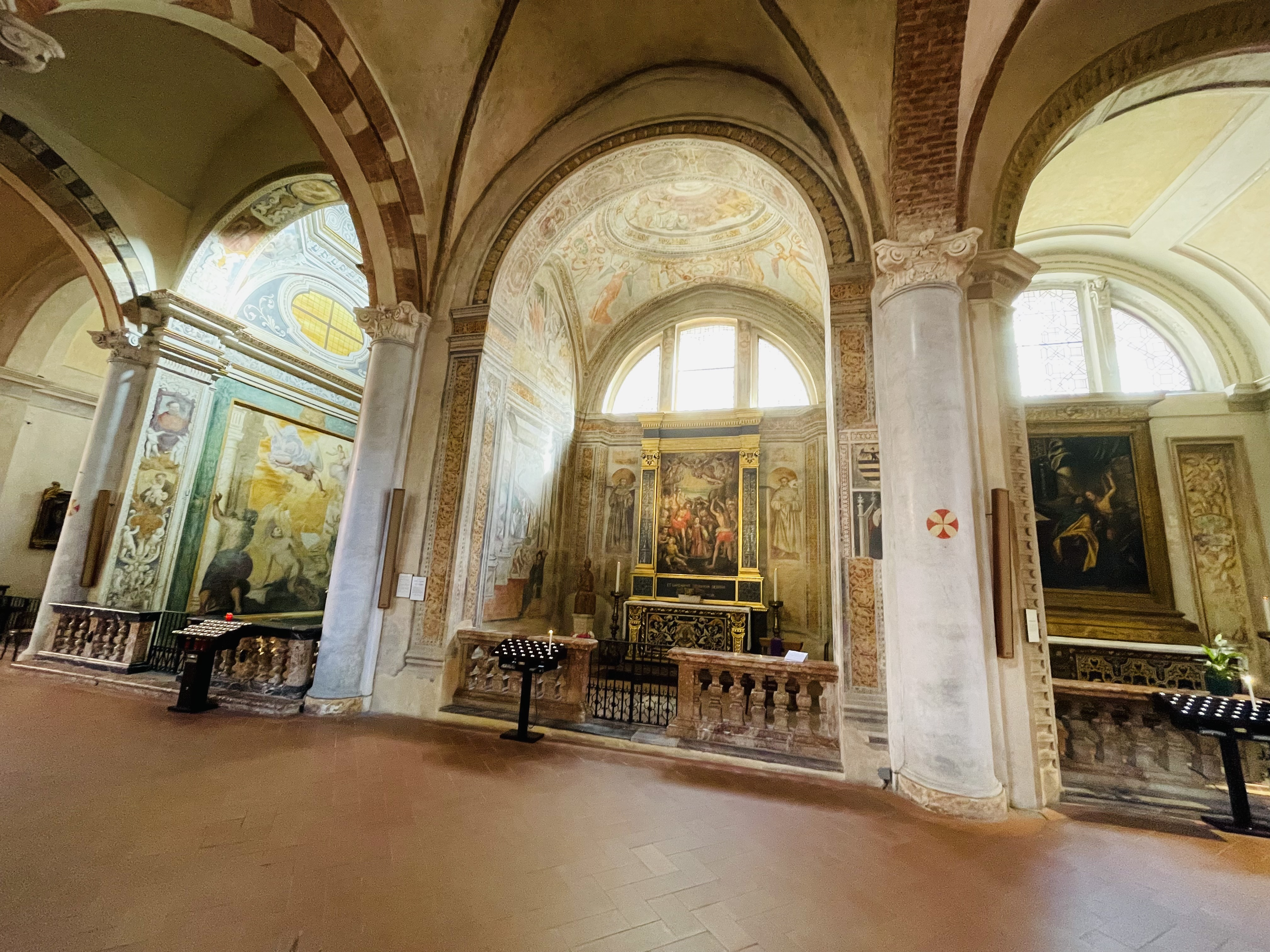
Alcune cappelle laterali

VI cappella: questa cappella fu arricchita nel XIX secolo con tele e altari provenienti dalla sconsacrata chiesa di San Francesco da Paola, conserva: pala con San Francesco da Paola appare a San Francesco di Sales di Carlo Sacchi e tele raffiguranti San Francesco da Paola guarisce gli infermi di Pietro Gilardi e Un miracolo di San Francesco da Paola di Giovanni Antonio Cucchi.

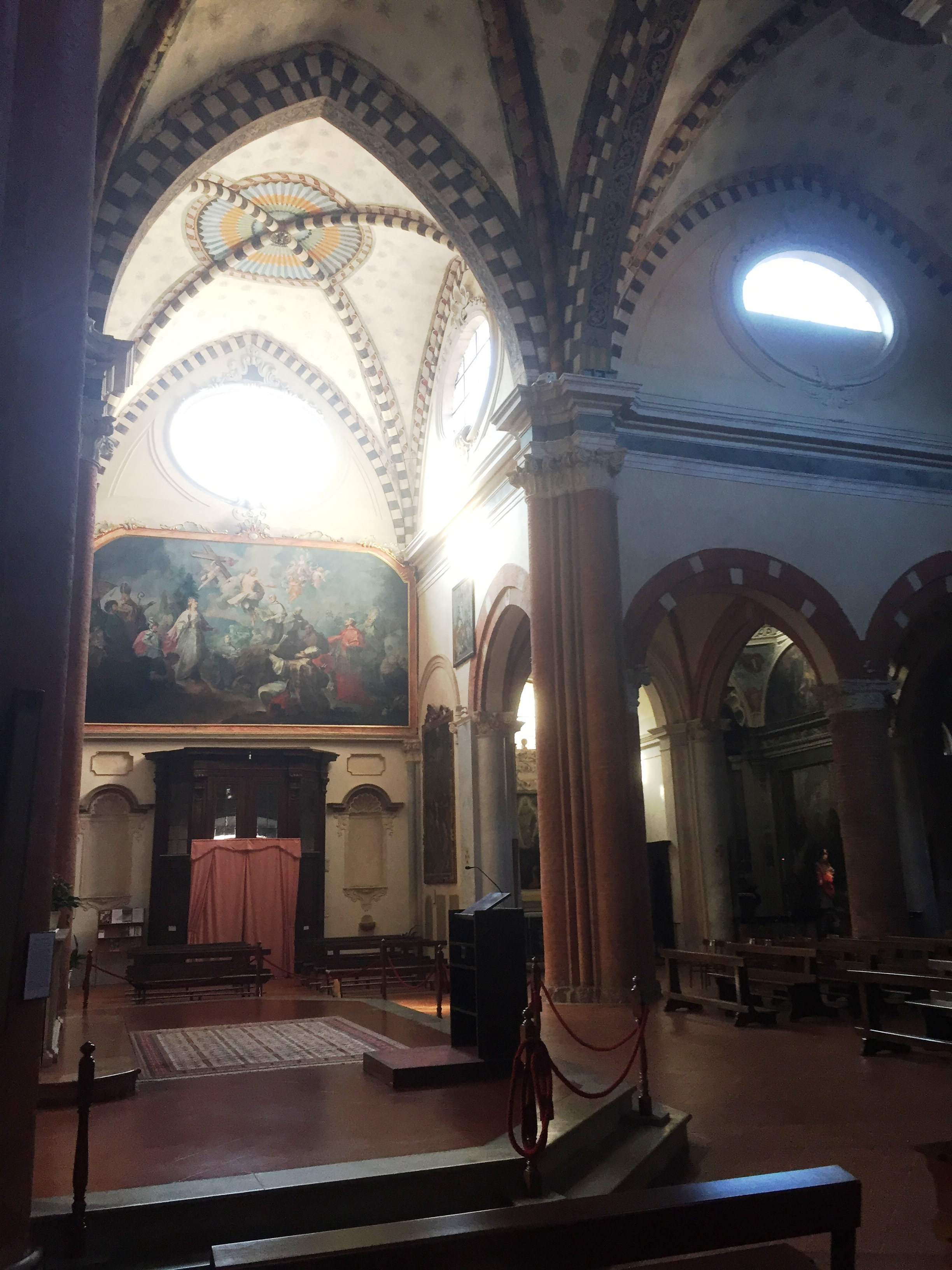
Il transetto

VII cappella: fu fatta erigere nel 1387 dall'aristocratico pavese Filippo Landolfi, come riporta un'epigrafe posta esternamente alla cappella, ma venne risistemata nella seconda metà del XVI secolo, epoca alla quale appartiene l'altare, la pala raffigurante la Trasfigurazione di Cristo, opera di Gervasio Gatti, allievo di Bernardino Gatti, mentre a lato si trova un trittico raffigurante il Cristo che si accomiata dalla Vergine con i Santi Francesco e Ludovico,  risalente ai primi decenni del Cinquecento di attribuzione incerta, per alcuni studiosi opera di Bernardino Gatti, per altri di Macrino d'Alba.

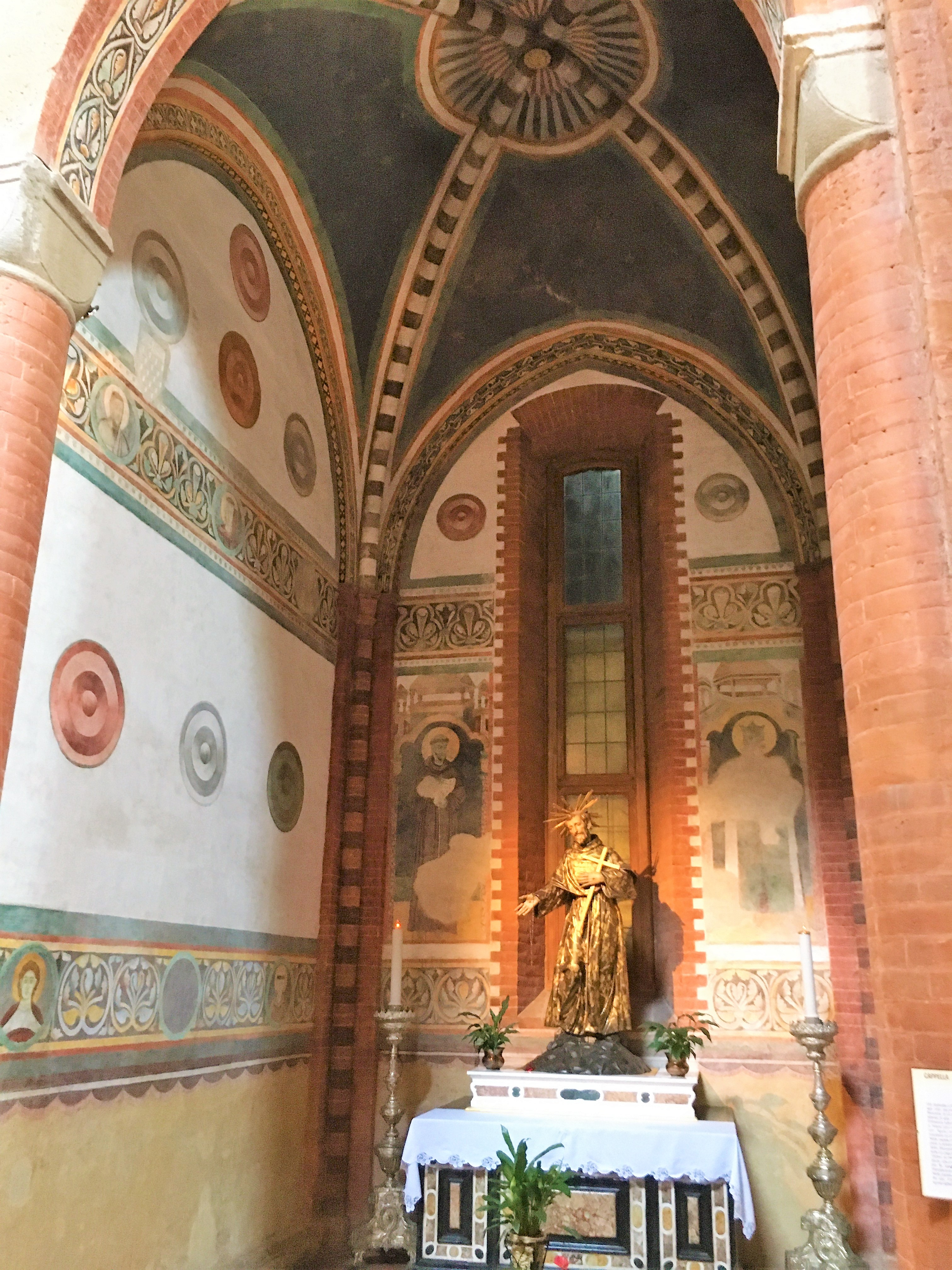
La cappella di San Francesco, con affreschi risalenti al 1298

Nel braccio sinistro del transetto, sopra la porta laterale vi è una grande tela di Francesco Barbieri, realizzata intorno alla metà del Settecento, raffigurante Il trionfo dell'ordine Francescano. Nel transetto, la seconda cappella (originariamente dedicata a Sant'Onofrio, di cui si conserva ancora la statua) conserva una pala di Giovanni Francesco Romani della prima metà del XVII secolo con L'Assunzione della Vergine, mentre la prima cappella contiene due tele del pittore senese Giovanni Sorbi (prima metà del XVIIII secolo) con la cattura e la flagellazione del Cristo.

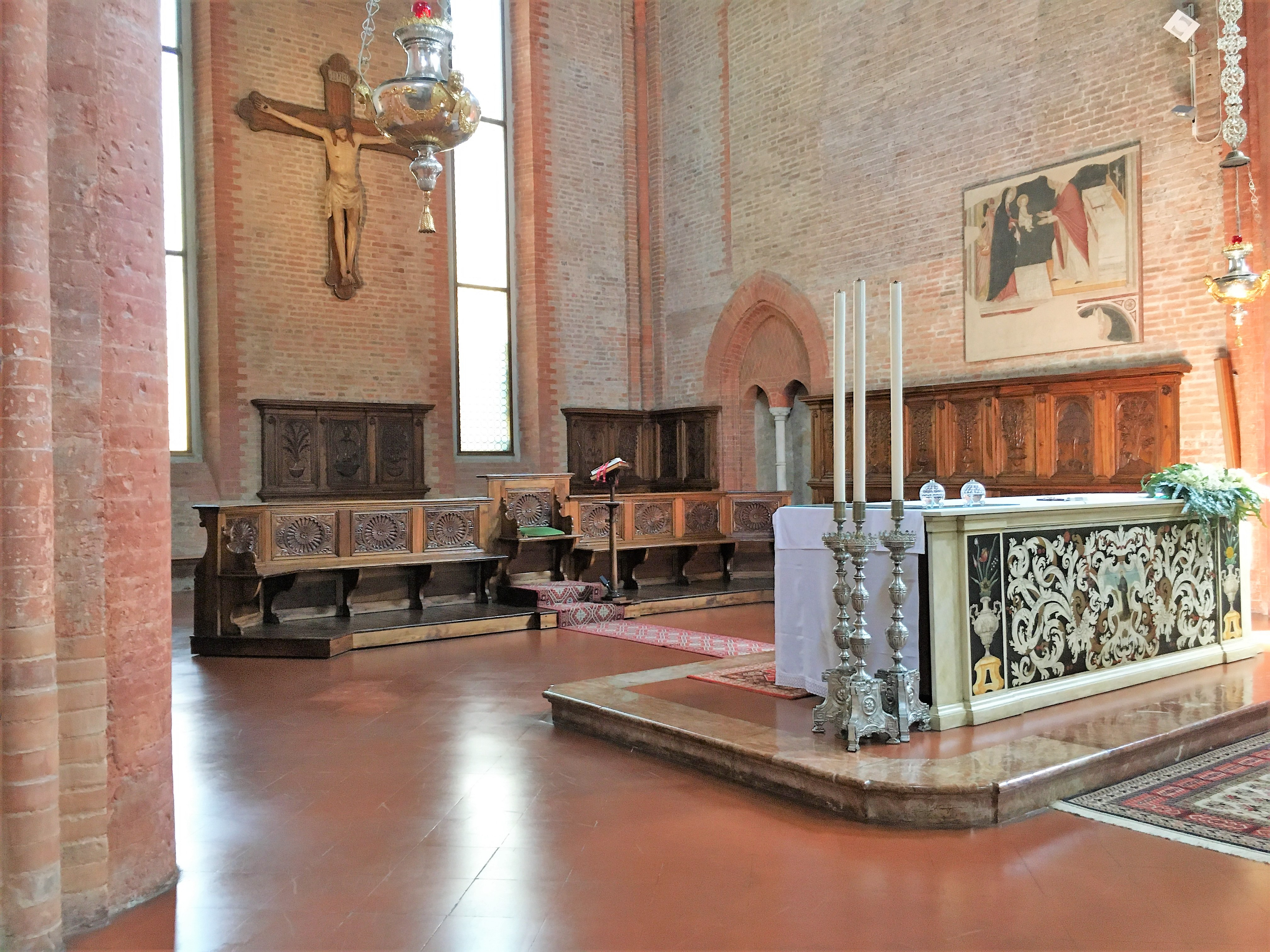
L'altare maggiore, con il coro e il grande crocefisso ligneo (entrambi risalenti al XV secolo)

L'altare, dove sono custodite parte delle reliquie di Sant'Epifanio (e altre, custodite in una cassetta in pietra scolpita risalente al VI secolo e proveniente dalla chiesa di sant'Epifanio), è arricchito dal prezioso coro ligneo in noce realizzato, a partire dal 1484, dai fratelli Giovanni Pietro e Giovanni Ambrogio Donati. Sopra il coro sono collocati due affreschi strappati, rinvenuti durante i restauri degli anni '70 del XX secolo: il primo, risalente alla metà del XIV secolo, raffigura la presentazione al tempio, mentre il secondo, datato tra gli ultimi anni del XIII secolo e i primi del successivo, rappresenta la Madonna con il Bambino. Nel presbiterio è collocato un grande crocifisso ligneo del XV secolo, attribuito a Baldino de Surso.
Nel braccio sinistro del transetto, la prima cappella, il cui giuspatronato apparteneva alla famiglia aristocratica dei Beccaria, che conserva l'originaria struttura tardo-romanica, conserva affreschi, realizzati intorno al 1298 e dal forte influsso bizantino, raffiguranti San Francesco, un Santo coronato e una Madonna col Bambino posti sotto edicole architettoniche. All'interno della cappella si trova una statua settecentesca di San Francesco con il saio dorato. La cappella accanto, dedicata a Santa Caterina, conserva una tela e affreschi riferibili al XVII secolo.

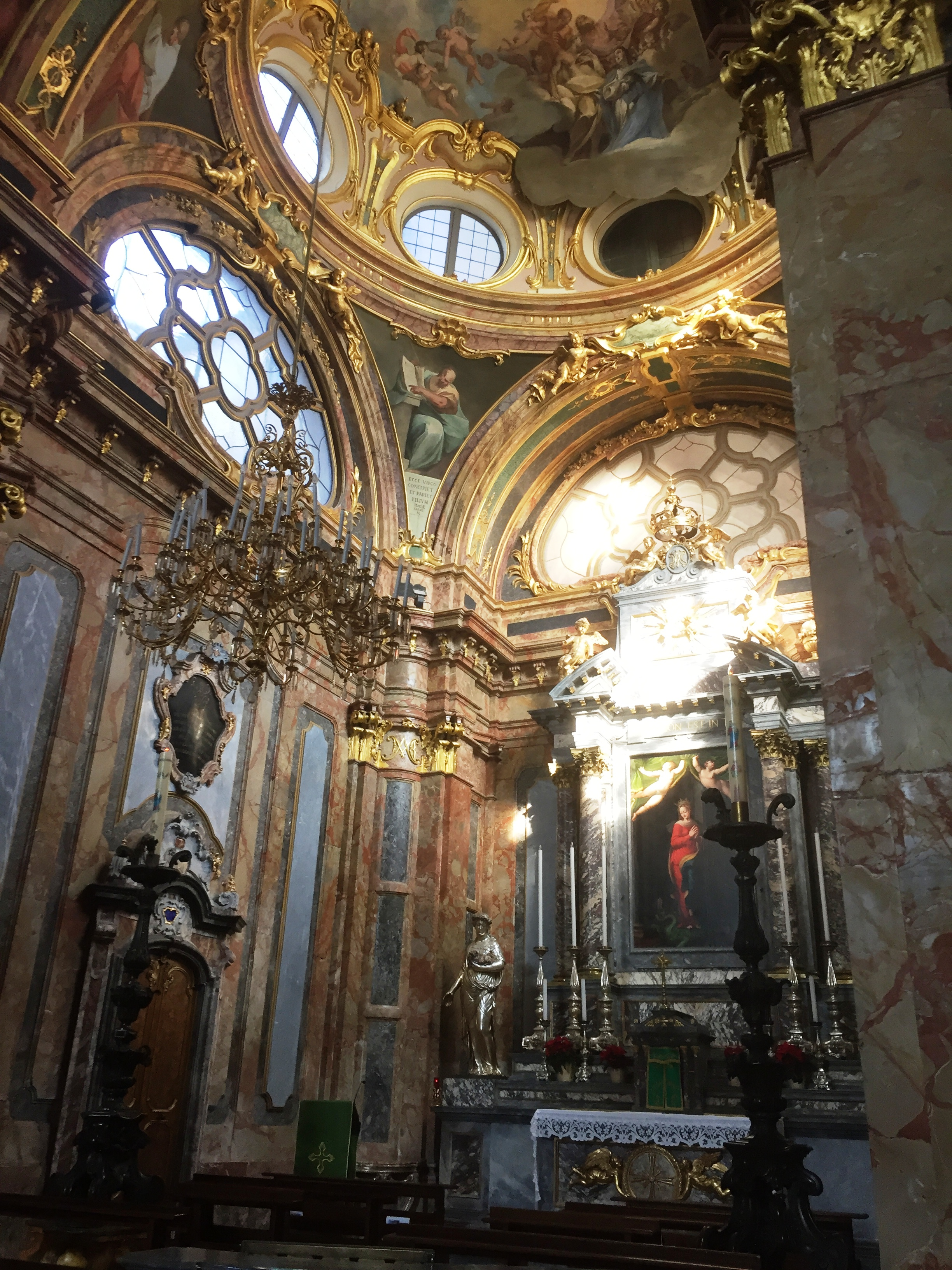
La cappella dell'Immacolata

In fondo al transetto si trova la cappella dell'Immacolata, voluta dalla Compagnia dell'Immacolata (confraternita che ebbe sede nella chiesa dal XVI secolo fino alla fine del Settecento) e progettata da Giovanni Ruggeri nel 1711. La cappella è decorata con marmi, bronzi e preziose decorazioni barocche, l'altare, terminato nel 1777, fu disegnato da Giulio Galliori e conserva una pala raffigurante la madonna, opera di Bernardino Ciceri, mentre la cupola fu affrescata da Pietro Antonio Magatti. Ai fianchi dell'altare vi sono due candelieri in bronzo fuso e cesellato, alti più di tre metri e fusi dai Fiocchi a Milano nel 1777, che sostengono tre lampade ognuno e due statue di legno dorato settecentesche, raffiguranti la purezza e l'innocenza. La cappella conservava il tesoro della Compagnia dell'Immacolata, formato da argenterie, gioielli e pietre preziose, che fu asportato dai francesi nel 1796. Nella navata di sinistra della chiesa si conserva una grande statua lignea barocca della Madonna, realizzata nel 1695, che la Compagnia usava durante le processioni.
Nella navata di sinistra si trovano le seguenti cappelle: 
IV cappella: con una tela seicentesca, di autore anonimo, raffigurante lo sposalizio di Santa Caterina.
III cappella: dedicata in origine a Santa Maria Maddalena, fu intitolata alla Sacra Famiglia nel Settecento. La famiglia aristocratica pavese dei Pietra aveva il patronato sulla cappella, come evidenziato dalle ricche balaustre barocche ornate con due leoni in bronzo (simbolo della famiglia), ma che non bastò, nel 1778, a evitare una lunga controversia riguardo alle decorazioni della cappella tra Giuseppe Pietra, maresciallo generale dell'artiglieria del Regno di Napoli e i frati. Contiene una pala raffigurante la Sacra Famiglia di Carlo Antonio Bianchi, mentre tutta la parete di sinistra è occupata da uno stucco settecentesco con Gesù tra i dottori nel Tempio.

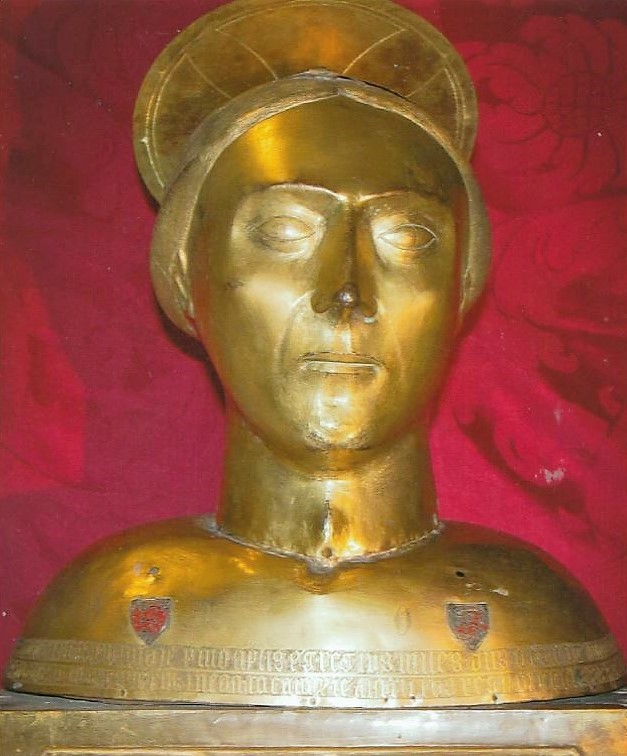
Busto reliquiario di San Vittore, uno dei tre busti in rame dorato fatti realizzare da Ottone Mandelli nel 1399.

II cappella: contiene una tavola settecentesca, di autore anonimo, la quale presenta Gesù crocefisso, con ai suoi piedi i Santi Gaetano da Thiene e Andrea da Avellino.
I cappella: precedentemente dedicata prima a San Cristoforo e poi alla Madonna, fu poi intitolata a San Giuseppe da Copertino e conserva pala (proveniente dalla chiesa di San Francesco da Paola) con l'Estasi di San Francesco da Copertino, opera del 1775 di Carlo Antonio Bianchi.
Le prime quattro campate della navata di sinistra, prive di cappelle, ospitano sulle parete quattro grandi tele, provenienti dalla chiesa di San Marco, raffiguranti episodi della vita del Santo Evangelista. Due sono opera del pittore emiliano Antonio Fratacci (XVIII secolo), una del bolognese Pietro Gilardi, mentre quella con Battesimo impartito da San Pietro a San Marco fu dipinta da Pietro Antonio Magatti. Sulla stessa parete si trovano anche le lastre tombali in marmo di frate Francesco del Mangano del 1469, ancora in stile gotico, e quella di frate Francesco della Somaglia (1508).

### Sepolture illustri
A partire dall'età viscontea, la chiesa cominciò a ospitare le sepolture di alcuni membri della casata e di personaggi di spicco e cortigiani. Quasi tutti i monumenti funerari furono, seguendo i dettami del Concilio di Trento, furono eliminati tra il XVI e il XVII secolo, mentre quello di Baldo degli Ubaldi fu collocato nel 1790 su indicazione di Leopoldo Pollack  all'interno di uno dei cortili dell'Università.

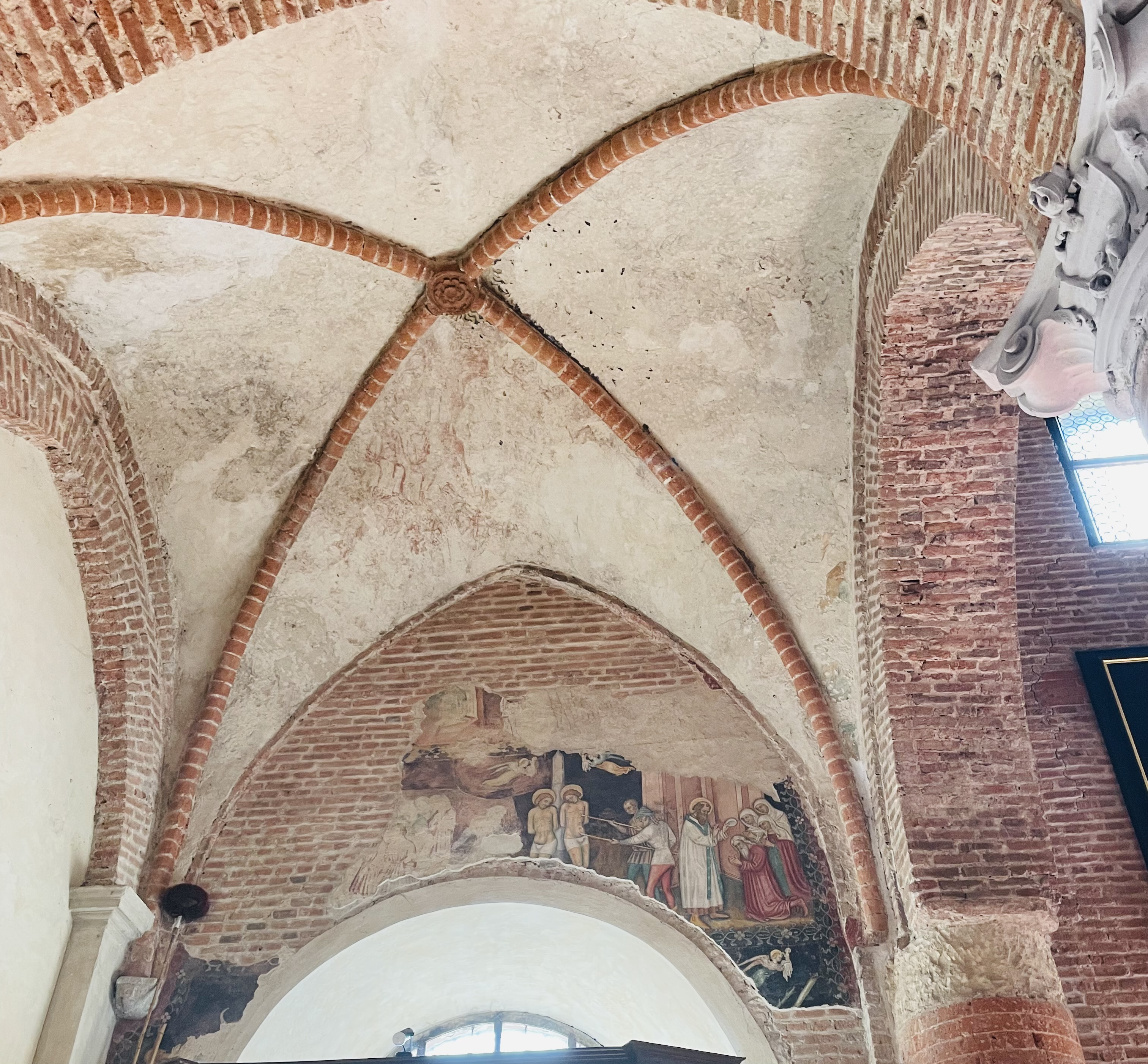
Resti di affreschi presenti sulla controfacciata (seconda metà del XIV secolo).

- Resti di affreschi presenti sulla controfacciata (seconda metà del XIV secolo).Facino Cane, celebre condottiero che visse tra il XIV e il XV secolo.
- Manfredo V di Saluzzo.
- Baldo degli Ubaldi, perugino, famoso giurista e raccoglitore degli Statuti di Pavia.
- Isabella di Valois (+1372) figlia del re di Francia Giovanni II e prima moglie di Gian Galeazzo Visconti.
- Carlo Visconti (+1372) figlio di Gian Galeazzo Visconti e Isabella di Valois.
- Azzone Visconti (+1381) figlio di Gian Galeazzo Visconti e Isabella di Valois[13].
- Giovanni Sforza Attendolo, fratello di Francesco Sforza.[14]

### Il Convento
A nord della chiesa si trovava il convento, documentato dal XIII secolo, esso era dotato di tre chiostri, ma venne riedificato alla fine del XVII secolo e, nel 1708, i chiostri furono demoliti. Nel 1781 l'imperatore Giuseppe II fece sopprimere il convento, che divenne sede del Collegio Germanico-Ungarico, a sua volta fatto chiudera dalla repubblica Cisalpina nel 1796 e trasformato in caserma. Dal 1948 l'edificio ospita il Collegio Cairoli. Il progetto di trasformazione del convento in collegio fu affidato a Giuseppe Piermarini e Leopoldo Pollack, che mantennero la grande chiesa, un tempo apaerta al pubblico, esistente all'interno del convento.